# Ekipa (serial telewizyjny 2004)
Ekipa – amerykański serial telewizyjny. Jest to komedia obyczajowa, która miała swoją światową premierę 18 lipca 2004 r.

## Fabuła
Akcja serialu rozgrywa się w Los Angeles w środowisku show-biznesu. Główne postacie to czwórka przyjaciół z Queens. Jeden z nich Vincent Chase (Adrian Grenier) rozpoczyna wielką karierę okrzyknięty „nowym Johnnym Deppem”. Menadżerem jego jest przyjaciel z dzieciństwa - Eric Murphy (Kevin Connolly).
Fabuła jest oparta na przeżyciach Marka Wahlberga, będącego również producentem serialu. Niektóre z postaci były wzorowane na prawdziwych osobach. Gościnnie w filmie pojawiają się m.in.: Scarlett Johansson, Dennis Hopper, Gary Busey, James Cameron, Jessica Alba, Val Kilmer, Bono, Matt Damon, Anna Faris, Jamie-Lynn Sigler, Martin Scorsese, Seth Green, Eminem, Sasha Grey.

## Obsada
- Adrian Grenier – Vincent Chase
- Kevin Dillon – Johnny „Drama” Chase
- Kevin Connolly – Eric „E” Murphy
- Jerry Ferrara – Żółw
- Jeremy Piven – Ari Gold
- Rex Lee – Lloyd
- Emmanuelle Chriqui – Sloan McQuewick
- Debi Mazar – Shauna  Roberts
- Rhys Coiro – Billy Walsh
- Beverly D’Angelo – Barbara „Babs” Miller

## Nagrody
W 2007 r. Brytyjska Akademia Sztuk Filmowych i Telewizyjnych uznała produkcję za najlepszy serial zagraniczny. W 2008 r. Jeremy Piven otrzymał Złoty Glob w kategorii najlepszy aktor drugoplanowy w serialu, miniserialu lub filmie telewizyjnym. W 2006, 2007 i 2008 r. otrzymał on również nagrodę Emmy w kategorii najlepszy aktor drugoplanowy w serialu komediowym.

## Lista odcinków

### 1. sezon (2004)
1. Entourage (odcinek pilotażowy)
2. The Review
3. Talk Show
4. Date Night
5. The Script and the Sherpa
6. Busey and the Beach
7. The Scene
8. New York

### 2. sezon (2005)
1. The Boys are Back in Town
2. My Maserati Does 185
3. Aquamansion
4. An Offer Refused
5. Neighbors
6. Chinatown
7. The Sundance Kids
8. Oh, Mandy
9. I Love You Too
10. The Bat Mitzvah
11. Blue Balls Lagoon
12. Good Morning Saigon
13. Exodus
14. The Abyss

### 3.  sezon  (2006/2007)
1. Aquamom
2. One Day in the Valley
3. Dominated
4. Guys and Doll
5. Crash and Burn
6. Three's Company
7. Strange Days
8. The Release
9. Vegas Baby, Vegas!
10. I Wanna Be Sedated
11. What About Bob?
12. Sorry, Ari
13. Less Than 30
14. Dog Day Afternoon
15. Manic Monday
16. Gotcha!
17. Return of the King
18. The Resurrection
19. The Prince's Bride
20. Adios Amigos

### 4.  sezon  (2007)
1. Welcome to the Jungle
2. The First Cut Is the Deepest
3. Malibooty
4. Sorry, Harvey
5. The Dream Team
6. The WeHo Ho
7. The Day Fuckers
8. Gary's Desk
9. The Young and the Stoned
10. Snow Job
11. No Cannes Do
12. The Cannes Kids

### 5.  sezon  (2008)
1. Fantasy Island
2. Unlike A Virgin
3. The All Out Fall Out
4. Fire Sale
5. Tree Trippers
6. ReDOMption
7. Gotta Look Up To Get Down
8. First Class Jerk
9. Pie
10. Seth Green Day
11. Play'n With Fire
12. Return To Queens Blvd

### 6.  sezon  (2009)
1. Drive
2. Amongst Friends
3. One Car, Two Car, Red Car, Blue Car
4. Running on E
5. Fore!
6. Murphy's Lie
7. No More Drama
8. The Sorkin Notes
9. Security Briefs
10. Berried Alive
11. Scared Straight
12. Give a Little Bit

### 7.  sezon  (2010)
1. Stunted
2. Buzzed
3. Dramedy
4. Tequila Sunrise
5. Bottoms Up!
6. Hair
7. Tequila and Coke
8. Sniff Sniff Gang Bang
9. Porn Scenes from an Italian Restaurant
10. Lose Yourself